# Странджа

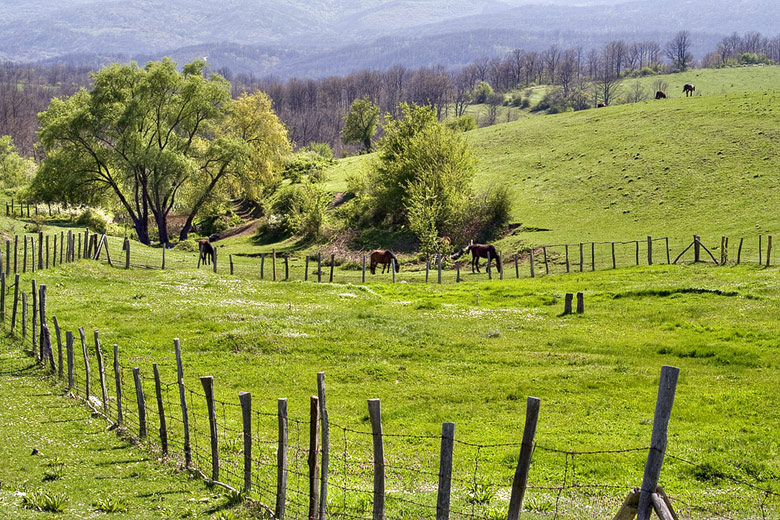
Ландшафт болгарської частини Странджі

Странджа (болг. Странджа; тур. Istranca Dağları; грец. Στράντζα) або Їлдиз (тур. Yıldız Dağları) — гірський масив в Туреччині та Болгарії. Розташовані на сході Балканського півострову, в історичній області Фракія.
Площа гірського масиву близько 10 000 квадратних кілометрів. Найвища точка — гора Голяма Махіада, або Махіада (тур. Mahya Dağ, Махья-даг) висотою 1030 м, знаходиться на території Туреччини. Найвища точка Странджі в Болгарії — гора Голямо градіште (710 м).
На території гір Странджа розташований найбільший (116 136 гектарів) національний парк Болгарії з однойменною назвою.